# The Wanted (EP)
The Wanted es el primer álbum EP de la boyband británica The Wanted. Fue publicado el 24 de abril de 2012 como el álbum debut de la banda en Canadá y Estados Unidos bajo el sello discográfico Mercury Records. El EP incluye material de los dos primeros álbumes de la banda: The Wanted (2010) y Battleground (2011), así como también dos nuevas canciones: «Chasing the Sun» y «Satellite».

## Historia
Durante las sesiones de grabación del segundo álbum de estudio de The Wanted, Battleground, fue anunciado que un contrato con el sello americano Def Jam Records había sido concretado. Se reportó que el contrato de tres álbumes mostraría el material del grupo en Estados Unidos a comienzos de febrero de 2012. Fue confirmado más tarde por Def Jam ese primer lanzamiento a nivel nacional de la banda como un álbum EP de 10 canciones, que consistiría en una mezcla de material previamente lanzado, junto con dos nuevos temas, exclusivos para el mercado americano. Poco después del informe, la banda declaró que habían estado en el estudio de grabación con una "Estrella Grande Americana", grabando un dueto titulado "Jealousy". Más tarde se confirmó que la "estrella" era Rihanna. Más tarde fue publicado por Digital Spy, que después de que la canción había sido mezclada, templada y finalizada, la mezcla final "no se cortó", y como tal, la canción había sido desechada completamente, y no iba a ser lanzada.
El miembro de la banda, Jay McGuiness, más tarde reveló que el grupo estaba en el estudio con el compositor e intérprete Ryan Tedder, trabajando en un número de diferentes canciones, incluyendo un tema el cual fue tentativamente titulado «Satellite».
El rapero británico Example más tarde confirmó que había escrito una canción para el EP, titulada «Chasing the Sun», que según él, si es lanzada como sencillo, podría ser la canción que oficialmente hace la banda en un elemento básico de la industria musical americana. El mánager de Justin Bieber, Scooter Braun más tarde apoyo el grupo de éxito estadounidense, afirmando que "ellos podrían ser tan grandes como los Backstreet Boys o 'N Sync con un poco de orientación". En marzo de 2012, el tracklist del EP fue confirmado para contener 8 canciones publicadas anteriormente, incluyendo 7 de los sencillos británicos de la banda - «All Time Low», «Glad You Came», «Gold Forever», «Lose My Mind», «Heart Vacancy», «Lightning» y «Warzone», la canción «Rocket», y dos nuevas canciones, «Chasing the Sun» y «Satellite».

## Sencillos
- "All Time Low" fue publicada como primer sencillo del EP el 1 de julio de 2011. El sencillo estuvo disponible en tres formatos: una descarga estándar, un EP de remixes con nueve versiones y como parte de un EP de 5 temas grabados en vivo durante el concierto de la banda en el iTunes Festival en Londres, en marzo de 2011. Además de posicionarse en el #19 de los Hot Dance Club Songs charts de Billboard, fue el único sencillo considerado como un fracaso comercial, ya que su lanzamiento no recibió ningún tipo de promoción.[8]

- "Glad You Came" fue publicado como segundo sencillo del EP el 18 de octubre de 2011. Esta vez, una agenda promocional extensa fue realizada para este sencillo, y como tal, seguido de promoción radial y televisiva extensa, el sencillo entró en el Billboard Hot 100 en la posición #64. El éxito del sencillo pronto se disparó en enero de 2012 después de que la banda diera una interpretación en vivo de la canción en The Ellen Show, el cual se convirtió en la primera actuación en vivo de la banda en Estados Unidos.[9] La banda salió de gira alrededor de Estados Unidos en enero de 2012 para promocionar el sencillo, y un número de shows se convirtieron en "sell-outs".[10] La banda pronto comenzó a recibir elogios de todo el país, y en febrero de 2012, el éxito del sencillo continuó creciendo después de que la canción fuese cubierta en la serie de televisión Glee. La canción comenzó a escalar en el Billboard Hot 100, y al finalizar febrero, alcanzó la posición #3, rompiendo récords, convirtiéndose en el mayor éxito en las listas para una boyband británica, superando el récord existente de #7 establecido por el tema de Take That «Back for Good». Se reportó que la banda había vendido más de 180.000 copias del sencillo en el transcurso de la semana.[11]

- "Chasing the Sun" fue publicado como tercer y último sencillo del EP el 17 de abril de 2012.[12] Fue enviado a la radio contemporánea de Estados Unidos el 15 de mayo de 2012.[13]

## Críticas y recepción comercial
The Wanted recibió críticas generalmente positivas de los expertos en música en su lanzamiento. En Metacritics, que asigna una calificación normalizada de 100 a los comentarios de los críticos principales, el álbum recibió una puntuación media de 62 basados en 5 críticas, las cuales indicaban "críticas generalmente favorables". En Estados Unidos, The Wanted debutó en el #7 en el Billboard 200 con ventas de 34.000 copias en la primera semana. A la fecha, el álbum ha vendido 207.000 copias en Estados Unidos. El 3 de julio de 2012, el grupo oficialmente anunció que visitarían Australia y Nueva Zelanda, para la promoción del EP. Visitaron las ciudades en agosto de 2012.

## Lista de canciones
| N.º | Título                         | Escritor(es)                                               | Productor(es)                | Duración |  |
| 1.  | «Glad You Came»                | Steve Mac, Wayne Hector, Ed Drewett                        | Steve Mac                    | 3:18     |  |
| 2.  | «Chasing the Sun» (EP version) | Alex Smith, Elliot Gleave                                  | Alex Smith                   | 3:18     |  |
| 3.  | «All Time Low» (EP re-master)  | Mac, Hector, Drewett                                       | Steve Mac                    | 3:25     |  |
| 4.  | «Satellite»                    | Ryan Tedder, Noel Zancanella, Ciara Cleary, E. Kidd Bogart | Ryan Tedder, Noel Zancanella | 3:02     |  |
| 5.  | «Lightning»                    | Mac, Hector, Drewett                                       | Steve Mac                    | 3:23     |  |
| 6.  | «Heart Vacancy»                | Mich Hansen, Jonas Jeberg, Lucas Secon, Wayne Hector       | Jonas Jeberg, Cutfather      | 3:43     |  |
| 7.  | «Gold Forever»                 | Mac, Hector, Claude Kelly                                  | Steve Mac                    | 3:58     |  |

| Edición especial (canciones adicionales) |                |                                                          |                                          |          |  |
| N.º                                      | Título         | Escritor(es)                                             | Productor(es)                            | Duración |  |
| 8.                                       | «Lose My Mind» | Nina Woodford, Rami Yacoub, Carl Falk                    | Rami Yacoub, Carl Falk, The Wideboys     | 3:47     |  |
| 9.                                       | «Warzone»      | Jack McManus, Harry Sommerdahl, Max George, Nathan Sykes | Phat Fabe, Harry Sommerdahl              | 3:38     |  |
| 10.                                      | «Rocket»       | Diane Warren                                             | Christopher "Tricky" Stewart, Mike Green | 3:15     |  |

| Edición de Japón (Bonus track) |                      |                                                         |                         |          |  |
| N.º                            | Título               | Escritor(es)                                            | Productor(es)           | Duración |  |
| 11.                            | «Lie To Me»          | Tom Parker, Eliot Kennedy, Nina Woodford                | Kennedy                 | 3:44     |  |
| 12.                            | «Invincible»         | Fabian Torsson, Jack MacManus, Max George, Nathan Sykes | Torsson, MacManus       | 3:09     |  |
| 13.                            | «Replace Your Heart» | Cathy Dennis, Greg Kurstin, Kasia Livingston            | Kurstin                 | 4:07     |  |
| 14.                            | «Let's Get Ugly»     | Ennio Morricone, Guy Chambers, Mac Stagger              | Chambers, Richard Flack | 3:31     |  |
| 15.                            | «The Weekend»        | Tom Parker, Nathan Sykes, Chris Young                   | Young                   | 3:08     |  |

| Edición de lujo para Japón (DVD) |                                      |              |               |          |  |
| N.º                              | Título                               | Escritor(es) | Directore(ss) | Duración |  |
| 1.                               | «Glad You Came»                      |              | Director X    | 3:18     |  |
| 2.                               | «All Time Low»                       |              |               | 3:25     |  |
| 3.                               | «Lightning»                          |              | Director X    | 3:23     |  |
| 4.                               | «Heart Vacancy»                      |              |               | 3:43     |  |
| 5.                               | «Gold Forever»                       |              | Nigel Dick    | 3:58     |  |
| 6.                               | «Lose My Mind»                       |              | Nigel Dick    |          |  |
| 7.                               | «Warzone»                            |              | Director X    | 3:38     |  |
| 8.                               | «All Time Low» (The Live Experience) |              |               | 3:25     |  |
| 9.                               | «Entrevista para Japón»              |              |               | 14:00    |  |

## Posicionamiento
| Listas (2012)         | Posición |
| --------------------- | -------- |
| Canadian Albums Chart | 8        |
| Japanese Albums Chart | 271      |
| Billboard 200         | 7        |

| Listas (2012) | Posición |
| ------------- | -------- |
| Billboard 200 | 194      |

## Historial de lanzamiento
| Región          | Fecha               | Formato              | Edición          | Sello                 |
| --------------- | ------------------- | -------------------- | ---------------- | --------------------- |
| Canadá          | 24 de abril de 2012 | CD, Descarga digital | Edición Estándar | Universal Music Group |
| Estados Unidos. | 24 de abril de 2012 | CD, Descarga digital | Edición Estándar | Mercury Records       |
| Australia       | 27 de abril de 2012 | Descarga digital     | Edición especial | Universal Music Group |
| Nueva Zelanda   | 27 de abril de 2012 | Descarga digital     | Edición especial | Universal Music Group |
| Japón           | 8 de mayo de 2013   | CD, CD+DVD           | Edición especial | Universal Music Group |
| Australia       | 6 de julio de 2012  | CD                   | Edición especial | Universal Music Group |